# (2071) Nadezhda
(2071) Nadezhdaes un asteroide perteneciente al cinturón de asteroides, descubierto el 18 de agosto de 1971por el equipo de la Tamara Mijáilnovna Smirnova desde el Observatorio Astrofísico de Crimea (República de Crimea, Rusia).

## Designación y nombre
Designado provisionalmente como 1971 QS. Fue nombrado en homenaje a la esposa de Lenin, Nadezhda Krúpskaya.